# Memorial Cimurri 2009
Il Memorial Cimurri 2009, quinta edizione della corsa e valida come evento dell'UCI Europe Tour 2009, si svolse il 3 ottobre 2009 su un percorso di 191,5 km. Fu vinto dall'italiano Filippo Pozzato che giunse al traguardo con il tempo di 4h20'21".
Al traguardo 72 ciclilsti portarono a termine il percorso.

## Ordine d'arrivo (Top 10)
| Pos. | Corridore           | Squadra       | Tempo    |
| ---- | ------------------- | ------------- | -------- |
| 1    | Filippo Pozzato     | Katusha       | 4h20'21" |
| 2    | Luca Paolini        | Acqua & Sap.  | s.t.     |
| 3    | Daniele Colli       | Carmiooro     | s.t.     |
| 4    | Mychajlo Chalilov   | Cer. Flaminia | s.t.     |
| 5    | Johannes Fröhlinger | Team Milram   | s.t.     |
| 6    | Giovanni Visconti   | ISD-Neri      | s.t.     |
| 7    | Volodymyr Starchyk  | Amore & Vita  | s.t.     |
| 8    | Enrico Gasparotto   | Lampre-N.G.C. | s.t.     |
| 9    | Matteo Tosatto      | QuickStep     | s.t.     |
| 10   | Simon Clarke        | ISD-Neri      | s.t.     |